# EFREI Paris
EFREI Paris, anteriormente École française d'électronique et d'informatique, es una escuela privada de ingeniería francesa situada en Villejuif, Isla de Francia, al sur de París. Sus cursos, especializados en informática y gestión, se imparten con apoyo estatal.
La EFREI se fundó en 1936 con el nombre de École Française de Radioélectricité.
El programa de máster, de dos años de duración, ofrece 12 especialidades: Sistemas de Información y Computación en la Nube, Inteligencia de Negocios, Ingeniería de Software, Seguridad de SI, Imagen y Realidad Virtual, Informática para las Finanzas, Bioinformática, Big Data, Aviónica y Espacio (sistemas embebidos), Sistemas Inteligentes y Robótica, Nuevas Energías y Sistemas Inteligentes, Redes y Virtualización.

## Antiguos alumnos famosos
- Pol Pot, un dictador comunista camboyano y el principal líder de los Jemeres Rojos desde la génesis de estos en la década de 1960 hasta su muerte en 1998